# Zainab Balogun
Zainab Balogun-Nwachukwu (Londres, 10 de octubre de 1989) es una actriz, modelo y presentadora nigeriana que ha participado en producciones en el Reino Unido, en la India y en Nigeria.

## Biografía
Balogun nació en Londres, hija de padres nigerianos. Empezó a modelar en su adolescencia, apareciendo en numerosas campañas publicitarias para diferenttes marcas. Tras aparecer en algunas producciones para cine y televisión en el Reino Unido e interpretar un pequeño papel en el largometraje 
The Dark Knight Rises de Christopher Nolan, Balogun se mudó a Nigeria, donde ha desempeñado la mayor parte de su carrera en los medios.
En el país africano ha registrado apariciones en series de televisión como Verdict, Before 30 y The Island, además de actuar en largometrajes como Ojukokoro, The Wedding Party, Sylvia y God Calling.

## Filmografía

### Televisión
| Año           | Título                         | Papel           | Notas     |
| ------------- | ------------------------------ | --------------- | --------- |
| 2012          | The Charlatans                 | Natalia         |           |
| 2012          | Material Girl                  | Presentadora    |           |
| 2012–presente | EL Now                         | Presentadora    |           |
| 2012–presente | The Spot                       | Presentadora    |           |
| 2013          | Knock Knock                    | Hawa            | Serie web |
| 2014          | VHS: Music Artist Wannabe Skit | Ella misma      | Serie web |
| 2014          | Verdict                        | Lavena Johnson  | Serie web |
| 2014–presente | Jumia TV                       | Presentadora    |           |
| 2015          | Before 30                      | Ekua            |           |
| TBA           | The Island                     | Teni Bowen Cole |           |

### Cine
| Año  | Título                   | Papel                |
| ---- | ------------------------ | -------------------- |
| 2011 | The Dark Knight Rises    | Bailarina            |
| 2012 | Cocktail                 | Invitada a la fiesta |
| 2015 | A Soldier's Story        | Angela               |
| 2016 | The Wedding Party        | Wonu                 |
| 2016 | Ojukokoro                | Linda                |
| 2017 | The Wedding Party 2      | Wonu                 |
| 2017 | The Royal Hibiscus Hotel | Ope                  |
| 2018 | Sylvia                   | Sylvia               |
| 2018 | Chief Daddy              | Ireti                |
| 2018 | God Calling              | Sade                 |
| 2019 | Walking with Shadows     | Ada                  |
| 2021 | Fine Wine                | Temisan              |